# Qasr Abu Hadi
Qasr Abu Hadi (arabiska: قصر ابو هادي) är en ort i Libyen.   Den ligger i distriktet Surt, i den norra delen av landet, 400 km sydost om huvudstaden Tripoli. Qasr Abu Hadi ligger 49 meter över havet och antalet invånare är 4 890.
Terrängen runt Qasr Abu Hadi är platt. Runt Qasr Abu Hadi är det mycket glesbefolkat, med 3 invånare per kvadratkilometer. Närmaste större samhälle är Sirt, 17,9 km norr om Qasr Abu Hadi. Trakten runt Qasr Abu Hadi är ofruktbar med lite eller ingen växtlighet.